# Abbie Cat
Abbie Cat, pseudonimo di Evelin Gunyecz (Budapest, 19 maggio 1989), è un'attrice pornografica ungherese.

## Biografia
Abbie Cat è nata a Budapest, capitale dell'Ungheria, nel maggio 1989 con il nome di Evelin Gunyecz. 
Non si sa molto della sua vita prima del 2009 quando è entrata nell'industria del porno, all'età di 20 anni.
Sin dal suo debutto ha iniziato a lavorare con società di produzione europee e americane: Evil Angel, Private, Digital Playground, Video Art Holland, Brazzers, Girlfriends Films, Lesbian Provocateur e Video Marc Dorcel.
Lo stesso anno in cui ha iniziato nel porno ha realizzato le sue prime scene di sesso anale e doppia penetrazione nel film Fresh On Cock - Abbie Cat Vs. Angelica Heart, della società di produzione Evil Angel e diretto da Christoph Clark.
Nel 2013 ha ricevuto le sue prime due nomination agli XBIZ Awards è stata nominata nella categoria di artista femminile straniera dell'anno e agli AVN Awards per la migliore scena di sesso in produzione straniera per il film Brazzers Worldwide : Budapest 1. 
Nel 2014 e nel 2015 è stata nuovamente nominata all'AVN con due nomination: per la migliore scena di sesso in una produzione straniera sia per XXX Fucktory e per Footballers 'Housewives.
Nel 2015 ha ricevuto un'altra nomination AVN come artista femminile straniera dell'anno.
Ha registrato più di 220 film come attrice.

## Filmografia
- Casting Of A Future Porn Queen (2008)
- Deep-throating For A Gooey Ending (2008)
- Hot Masturbation By Abbie Cat (2008)
- Masseur Boy (2008)
- Paint Model Gets A Hard Dick (2008)
- Playful Feline (2008)
- Sex Stop (2008)
- Sexy Cat Tokin On Tubesteak (2008)
- Angel Perverse 11 (2009)
- Cat's Got Your Tong (2009)
- Clubbing Girls - 1 (2009)
- Clubbing Girls - 2 (2009)
- Die Zunge am heissen Kuchen (2009)
- Don't Be Shy 1 (2009)
- Family Affairs 2 (2009)
- Fingering Fun (2009)
- First Date Panties (2009)
- Fresh on Cock: Abbie Cat vs Angelica Heart (2009)
- Gorgeous (2009)
- Hungarian Kitty Cat Gets Stuffed (2009)
- Interview with Abbie Cat (2009)
- Kitty Cat (2009)
- Lesbo Mania (2009)
- Lingering Around (2009)
- My Evil Sluts 4 (2009)
- New Nail Polish (2009)
- Other Woman 1 (2009)
- Pay You With My Mouth (2009)
- Pearls (2009)
- Rocco: Animal Trainer 29 (2009)
- Serving Of Hot Cum For Cat (2009)
- Sexual Tourism (2009)
- Sexy Threesome to Blow Your Wad (2009)
- Sweethearts Porn Tour 3 (2009)
- Toys and Tongues 1 (2009)
- Uncontrollable Fuck Fest Frenzy (2009)
- Abbie Loves April (2010)
- All Star POV (2010)
- All Star Teens 2 (2010)
- Backstage with Pure Angel and Abbie Cat (2010)
- Burglar is Paying (2010)
- Family Affairs Vol. 2 1 (2010)
- Kitty Cat Has Her Dessert (2010)
- Santa's Horniest Helper (2010)
- Sweethearts Special 9: POV (Point of View) (2010)
- Teen Models 3 (2010)
- Teeny Hot Spots 10 (2010)
- Wet Pussy Pumped By Fucking Machine (2010)
- Woodman Casting X 76 (2010)
- Backstage with Abbie Cat (2011)
- Body Sushi and Creamed Nylon (2011)
- Bound Babe Spanked Very Hard (2011)
- Brazzers Worldwide Budapest 2: Blowjob Roulette (2011)
- CUMatose (2011)
- Footy Time Of His Life (2011)
- Hardcore Threesome with Strap-on Dildo (2011)
- I Eat Pussy (2011)
- Mamma l'Orco Mi Tocca (2011)
- Me and My Best Friend (2011)
- My Sexy Kittens XXX 04 (2011)
- Night with Abbie and Sophie (2011)
- Nude Fight Club: Round 13 (2011)
- Nudefightclub Backstage with Henessy and Abbie Cat (2011)
- Nudefightclub Presents Henessy Vs Abbie Cat (2011)
- One Soggy Afternoon (2011)
- Private Gold 113: College Girls vs College Guys (2011)
- Private Gold 114: The Widow (2011)
- Private Gold 115: La Femme Fucktale (2011)
- Private Gold 117: The Bachelorette Bang (2011)
- Private Gold 120: Love Potion 69 (2011)
- Private Gold 126: Penetration Palace (2011)
- Rocco's POV 15 (WEB) (2011)
- Satisfies Herself As We Watch (2011)
- Smuggling Sexpedition (2011)
- Suck Lick Bang (2011)
- Toys and Girls 1 (2011)
- Two Babes Invite One Cock (2011)
- Anal Fanatic 4 (2012)
- Angel Perverse 23 (2012)
- Awesome Abbie Returns (2012)
- Bachelorette Party In the Caribbean (2012)
- Be My Lover 2 (2012)
- Beautiful Lesbians (2012)
- Blowjob: Abbie Cat POV Blowjob and Footjob (2012)
- Blowjob: Abbie Cat Swallows After an Epic, Must-See Blowjob (2012)
- Brazzers Worldwide: Budapest 1 (2012)
- Cafe Affair (2012)
- Caged Passion (2012)
- Christoph Meets the Angels 2 (2012)
- Doctor Adventures.com 13 (2012)
- Double Meows For Double The Fun (2012)
- Dr. Jekyll and Mister Hung (2012)
- Enterrement de vie de jeune fille aux Caraibes (2012)
- Euro Glam Bang 10 (2012)
- Europe Orgy (2012)
- Fantasy Footjobs (2012)
- Feet Pleasure (2012)
- Fingering Deluxe (2012)
- For Her Pleasure (2012)
- Gestern Flittchen, heute Prinzessin (2012)
- Glamour Dolls 7 (2012)
- Hands-On Hardcore 1 (2012)
- Happy Fucking New Year (2012)
- Hard Pleasure (2012)
- Happy Fucking New Year (2012)
- Hot Therapy: calde terapie sessuali (2012)
- Infirmières par derrière (2012)
- Jessie Volt is my Sexy Toy (2012)
- Libertine in Lingerie (2012)
- My Boss Is a Bitch (2012)
- My Busty Nurse (2012)
- My Girlfriend Likes Pussy (2012)
- New Year, New Orgy (2012)
- Private Gold 129: Assbreak Hotel 2 (2012)
- Private Gold 143: Appetite of a Naughty Chambermaid 2 (2012)
- Private Gold 150: Daddy's Girls Gone Wild (2012)
- Private Videos of Porn Stars (2012)
- Real Wife Stories 13 (2012)
- Robocock - The Fucking Machine (2012)
- Rocco's Abbondanza 2: Big Boob Bonanza (2012)
- Rocco's POV 9 (2012)
- Rocco's Top Anal Models (2012)
- Secrétaires prêtes à tout (2012)
- Secretaries 4 (2012)
- Secretaries To Die For (2012)
- Sex Click (2012)
- Sex Fashion (2012)
- Sexual Rehab (2012)
- Smokin Between Their Toes (2012)
- Smooth & Silky 3 (2012)
- Special Halloween (2012)
- Sweet Trio (2012)
- Taxed By The Men In Black (2012)
- Videos Privees De Pornstars (2012)
- Weird Science XXX (2012)
- Wet Between Her Legs (2012)
- Anal Carwash (2013)
- Boobday 2 (2013)
- Born For Punishment 2 (2013)
- Breaking Asses 1 (2013)
- Claire Castel: the Chambermaid (2013)
- Dortoir des Filles (2013)
- Femme de Chambre (2013)
- Happy Blasts (2013)
- He Paints Her Mouth (2013)
- Her Pleasure Break (2013)
- High Heels and Glasses 5 (2013)
- Hungarian Brunette Gets (2013)
- Juicy Ass And Big Tits In Spain (2013)
- K Three Teasing Tongues 3 (2013)
- Le Dortoir des Filles (2013)
- Les gros seins de l'infirmière (2013)
- Lingerie Lovers (2013)
- Lipstick Romance (2013)
- Liza aime les gros seins (2013)
- Maid For Servicing (2013)
- Maid to Ass Fuck (2013)
- Maximum Anal (2013)
- Mofos Worldwide 6 (2013)
- My Strapon Fantasy (2013)
- Oktober Sexfest (2013)
- Opens Wide For Us (2013)
- Perry's DPs 5 (2013)
- Photo Shoot (III) (2013)
- Pink on Pink 7 (2013)
- Preventive Cock Care (2013)
- Private Gold 154: Private Sex School (2013)
- Private Gold 165: Oktober Sexfest (2013)
- Private Gold 167: Anal Carwash (2013)
- Private Sex School (2013)
- Ready Tongue For Her Toes (2013)
- Ready Tongue For Her Toes [part 2] (2013)
- Rod For Recreation (2013)
- Scopriamo Giada (2013)
- Sensual (2013)
- Serve to Be Served (2013)
- Sex Cosplay (2013)
- Signe Cat's Eyes (2013)
- Stockings and Lace 2 (2013)
- Three On A Ladder (2013)
- Un Uomo Tutto Nostro (2013)
- Why We Love Women's Tennis (2013)
- XXX Fucktory (2013)
- 40 ans, mariée mais libertine (2014)
- Big Tits Round Asses 33 (2014)
- Boobday Vol. 02 (2014)
- Breaking Asses Vol. 01 (2014)
- Chatsworth Girls 2 (2014)
- Cheating Wives 2 (2014)
- Cream Exchange 2 (2014)
- Dancing With the Porn Stars: Abbie Cat (2014)
- Double Distraction (2014)
- Fuckable Feminine (2014)
- Hard Activity: Sex and Sport (2014)
- Her Oral Accomplishments (2014)
- Hot Sex (2014)
- Inter-Oral Office Antics (2014)
- Les Femmes de Footballeurs XXX (2014)
- Lesbian Control 2 (2014)
- Make Her A Masterpiece (2014)
- Marc Dorcel: 35th Anniversary Encyclopedia J-K-L (2014)
- More Than Ready (2014)
- Private Office Perks (2014)
- Public Invasion 16 (2014)
- Pure Sex (2014)
- Secret Diary of a Secretary 2 (2014)
- Secrétaire de Direction (2014)
- Sex On The Spot (2014)
- Sex Orgy (2014)
- Smoking Hot 2 (2014)
- Sweet Feet: Abbie Cat, Bibi Noel, and More - Tits and Tootsies (2014)
- The Beauty of Innocence (2014)
- Tied Up Student (2014)
- Valentine Treasures (2014)
- Want Sex Will Travel (2014)
- Banging The Rump: Butler Ass Fucks Two Hotties with His Black Cock (2015)
- Big Tits of MILF 1 (2015)
- Big Tits of MILF 2 (2015)
- Explicit X-Mas (2015)
- Glorious Romance (2015)
- Guarra Se Viste de Prada (2015)
- Hand Luggage: Submissive Brunette Babe Stored In Suitcase (2015)
- Hot Cum Swap Threesome: Sweet Dreams Are Made Of Jizz (2015)
- Naughty 3somes 2 (2015)
- Salacious Paws: Hot Lesbian Foot Lovers Enjoy Licking Their Toes (2015)
- Sexxx in the City: Lisbon (2015)
- Simply Hot 8 (2015)
- Threeways: the Strap-on Sessions (2015)
- Wild Over His Cream (2015)
- Abbie Adores Her Toys - Solo Sensations Satisfy Her (2016)
- Anal Joys (2016)
- Be My Valentine - Soldier Gets His Rod Blown By Two Hotties (2016)
- Carlitos Se Folla a una Diosa (2016)
- Eat Me (2016)
- Fucked Friends 2 (2016)
- Naughty 3Somes 3 (2016)
- Pubic Foot Fun: Hot Lesbian Babes Crave Sucking Toes (2016)
- Purity Corrupted (2016)
- Rocco's Abbondanza 5 (2016)
- Salacious Workout - Stretching Legs and Licking Toes (2016)
- Sapphic Fetish Caress - Stuff Those Panties In That Pussy (2016)
- Sexy Calendar (2016)
- Strap-on Toy For Added Joy - Lesbians Go Beyond Licking (2016)
- Top Notch Legs: Two Lesbian Stunners Lick Their Sexy Feet (2016)
- Ebony and Ivory (2017)
- Vices of Women (2017)
- Anal Experts 2 (2018)
- Infirmieres Anthology (2018)
- Infirmieres Anthology 1 (2018)
- 40th Anniversary: Libertinage (2019)
- JizzmaTitz 2 (2019)
- MILFs Anthology 3 (2019)
- Pleasuring Her Pussy (2019)
- Sex Hungry Employees In The Sex Hotel (2019)
- Your Dad's Cock Is Huge 23 (2020)